# 백학면
백학면(百鶴面)은 대한민국 경기도 연천군의 면으로 군의 서남쪽에 있다. 21개 법정리 중 11개리는 비무장지대와 군사분계선 북쪽에 위치하고 있다.
15 km의 휴전선과 임진강을 접하는 전형적인 농촌 지역으로, 면 전체 가구의 4분의 1 정도가 민간인출입통제구역에 출입하며 농사를 짓고 있다.

## 연혁
- 조선 시대 : 적성군 북면

8리 - 학곡, 노곡, 구미연, 통구, 전동, 장곡, 맹동, 고촌리
- 1906년 : 마전군에 편입되면서 하신면(河新面)으로 개칭.

10리 - 학곡, 노곡상, 노곡중, 노곡하, 구미, 통구, 전동, 장곡, 맹동, 고촌리
- 1914년 4월 1일 : 마전군이 연천군에 흡수 통합. 장단군 장신면 일부가 편입되며 백학면으로 개칭.

9리 - 노곡, 학곡, 구미, 통구, 전동, 백령, 갈현, 두현, 두일리
- 1945년 9월 2일 : 미국과 소련이 38선을 경계로 한반도를 분할 점령함으로써 면의 대부분을 소련군정이 관할.
- 1945년 11월 3일 : 미군정 관할의 38선 이남 지역(노곡·학곡·구미리)이 파주군 적성면으로 편입.
- 1953년 7월 27일 : 한국 전쟁의 정전협정으로 백학면 전 지역 수복.
- 1954년 11월 17일 : 장단군 대강면, 장도면의 수복지구와 장남면 판부리 편입.[2]
  - 대강면 포춘리, 장도면 일원(10개리), 장남면 판부리
- 1960년 11월 18일 : 적성면에 편입되었던 노곡·학곡·구미리 환원. (21개리)
- 1963년 1월 1일 : 장단군 장남면 전 지역 편입.[3] (25개리)
  - 장남면 자작, 원당, 반정, 고랑포리
- 1965년 4월 30일 : 원당출장소 설치.
- 1987년 1월 1일 : 미산면 석장리 편입.[4] (26개리)
- 1989년 4월 1일 : 원당출장소의 5개리가 장남면으로 복원·분리 (21개리)
- 1998년 : 두현리와 통구리를 행정리로 복원[5]

## 행정 구역
1954년 11월 17일 장단군 대강면과 장도면의 수복지구가 편입되었는데, 전부 민간인 비거주지역이다. 장도면에서 편입된 지역은 비무장지대와 군사분계선 북쪽에 위치하고 있으며, 1989년 장남면이 분리되면서 월경지(越境地)가 되었다. 이중 3개리(항동리, 매현리, 두매리)가 휴전선 이남에 위치하나 두매리는 지번이 없는 상황이다.
| 법정리   | 한자명   | 행정리                    | 비고                                                                             |
| -------- | -------- | ------------------------- | -------------------------------------------------------------------------------- |
| 두일리   | 斗日里   | 두일1리, 두일2리, 두일3리 | 면 행정복지센터 소재지                                                           |
| 백령리   | 百嶺里   | 백령1리, 백령2리          |                                                                                  |
| 통구리   | 通口里   | 통구리                    |                                                                                  |
| 전동리   | 箭洞里   | 전동리                    |                                                                                  |
| 노곡리   | 蘆谷里   | 노곡1리, 노곡2리          |                                                                                  |
| 학곡리   | 鶴谷里   | 학곡리                    |                                                                                  |
| 구미리   | 九尾里   | 구미리                    |                                                                                  |
| 두현리   | 頭峴里   | 두현리                    |                                                                                  |
| 갈현리   | 葛峴里   | -                         | 거주 인구 없음                                                                   |
| 석장리   | 石墻里   | 석장리                    |                                                                                  |
| 포춘리   | 浦春里   | -                         | 장단군 대강면에서 편입 거주 인구 없음                                            |
| 항동리   | 項洞里   | -                         | 장단군 장도면에서 편입 거주 인구 없음(항동리, 매현리, 두매리 제외 전지역 미수복) |
| 석주원리 | 石柱院里 | -                         | 장단군 장도면에서 편입 거주 인구 없음(항동리, 매현리, 두매리 제외 전지역 미수복) |
| 상리     | 上里     | -                         | 장단군 장도면에서 편입 거주 인구 없음(항동리, 매현리, 두매리 제외 전지역 미수복) |
| 중리     | 中里     | -                         | 장단군 장도면에서 편입 거주 인구 없음(항동리, 매현리, 두매리 제외 전지역 미수복) |
| 하리     | 下里     | -                         | 장단군 장도면에서 편입 거주 인구 없음(항동리, 매현리, 두매리 제외 전지역 미수복) |
| 오음리   | 梧陰里   | -                         | 장단군 장도면에서 편입 거주 인구 없음(항동리, 매현리, 두매리 제외 전지역 미수복) |
| 사시리   | 沙是里   | -                         | 장단군 장도면에서 편입 거주 인구 없음(항동리, 매현리, 두매리 제외 전지역 미수복) |
| 매현리   | 梅峴里   | -                         | 장단군 장도면에서 편입 거주 인구 없음(항동리, 매현리, 두매리 제외 전지역 미수복) |
| 고읍리   | 古邑里   | -                         | 장단군 장도면에서 편입 거주 인구 없음(항동리, 매현리, 두매리 제외 전지역 미수복) |
| 두매리   | 杜梅里   | -                         | 장단군 장도면에서 편입 거주 인구 없음(항동리, 매현리, 두매리 제외 전지역 미수복) |

## 관공서
- 연천경찰서 백학파출소
- 연천소방서 백학119지역대
- 전곡농협  백학지점
- 백학보건지소
- 백학면 주민자치센터
- 백학우체국
- 연천군 서부노인복지관

## 교육기관
- 노곡초등학교
- 백학초등학교
- 백학중학교

## 문화재
- 박진장군 묘 - 두일리 소재, 경기도 기념물 제110호
- 연천 학곡리 고인돌 - 학곡리 소재, 경기도 기념물 제158호
- 연천 학곡리 적석총 - 학곡리 소재, 경기도 기념물 제212호